# Ventosa obstètrica

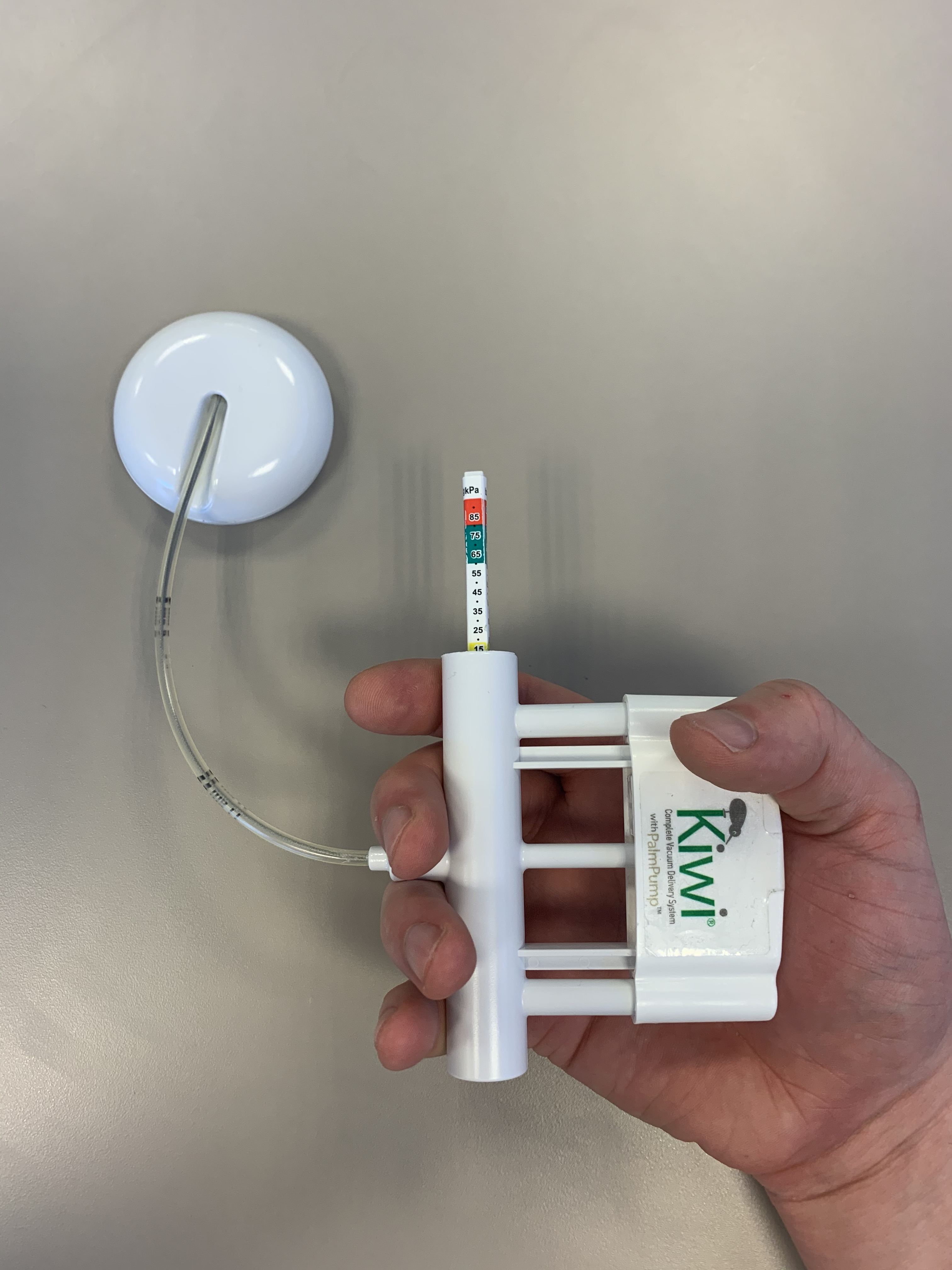
Vacuumextractor

L'extracció amb ventosa obstètrica o part amb ventosa, és un mètode per ajudar al part mitjançant un dispositiu de buit (la ventosa obstètrica, VO). S'utilitza en la segona etapa del part si no ha progressat adequadament. Pot ser una alternativa a un part amb fórceps i a una cesària. Només es pot utilitzar quan el nadó té una presentació cefàlica i no és un prematur. L'ús de VO és generalment segur, però de tant en tant pot tenir efectes negatius sobre la mare o el nadó.

## Usos mèdics
Hi ha diverses indicacions per utilitzar una extracció per ventosa per facilitar el lliurament:
- Esgotament matern
- Segona etapa prolongada del part
- Distret fetal a la segona etapa del part, generalment indicada per canvis en la freqüència cardíaca fetal (generalment mesurada en una cardiotocografia)
- Malaltia materna on els esforços prolongats de "baixar" o empènyer serien arriscats (per exemple, afeccions cardíaques, hipertensió arterial, aneurisma, glaucoma). Si es coneixen aquestes afeccions abans del part o són greus, també es pot realitzar una cesària electiva.